# Freigespärre

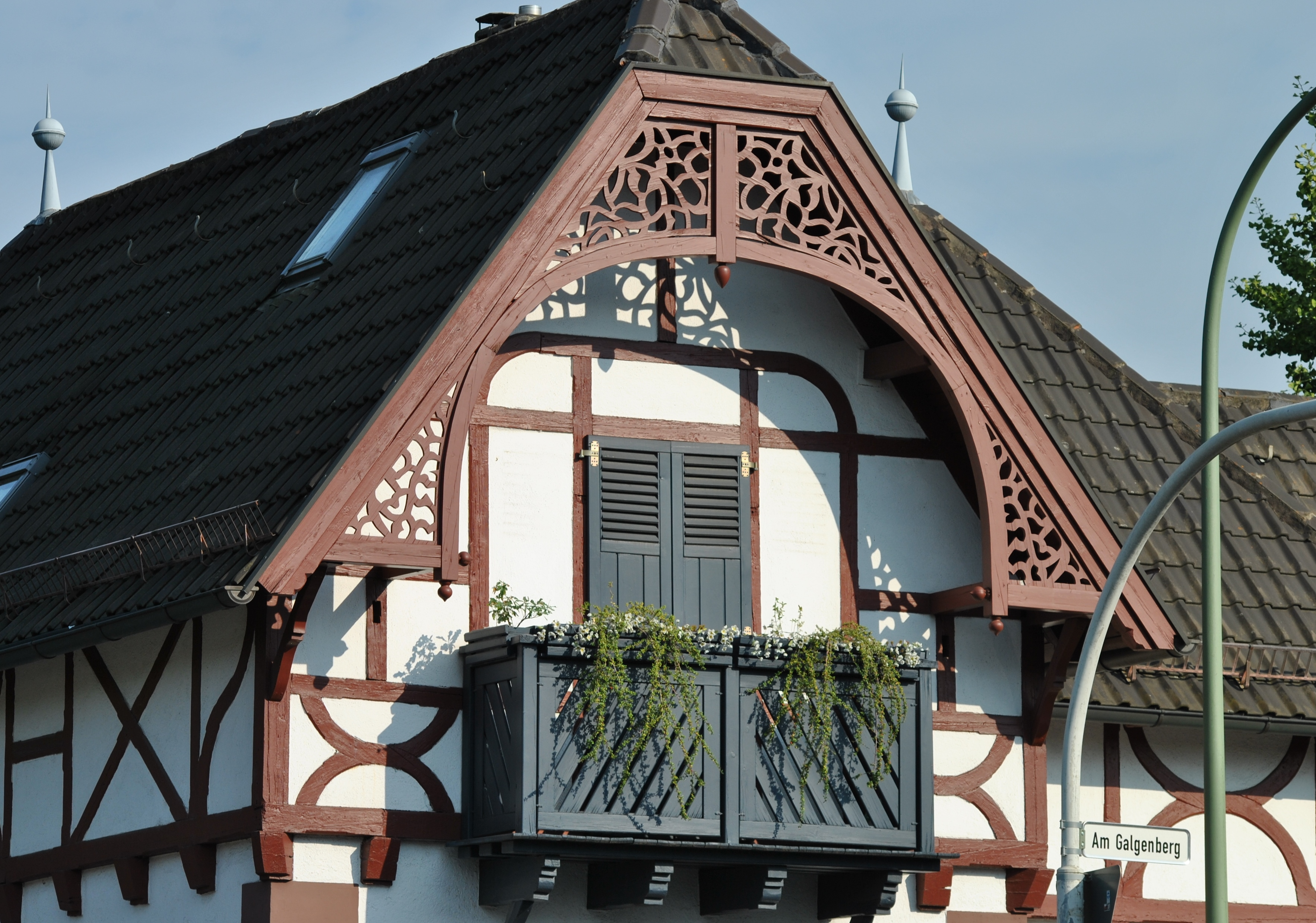
Schwebegiebel, um 1895 (Würzburg, Rottendorfer Straße 36, sogenanntes Zollhaus)

Als Freigespärre (Flugsparren, Schwebegiebel) bezeichnet man im Bauwesen ein frei vor die Giebelwand gesetztes Sparrenpaar.

## Funktion, Konstruktion, Gestalt
Fluggespärre sind eine Form der Giebelvordächer, die einen doppelten Zweck erfüllen. Zunächst sollen sie die dahinter liegenden Gebäudeteile vor Witterungseinflüssen schützen und zweitens dienen sie der repräsentativen Verzierung eines Gebäudes.
Das Freigespärre wird durch auskragende Pfetten getragen, die wiederum bei größeren Überständen zusätzlich durch Kopfbänder abgestrebt sind.

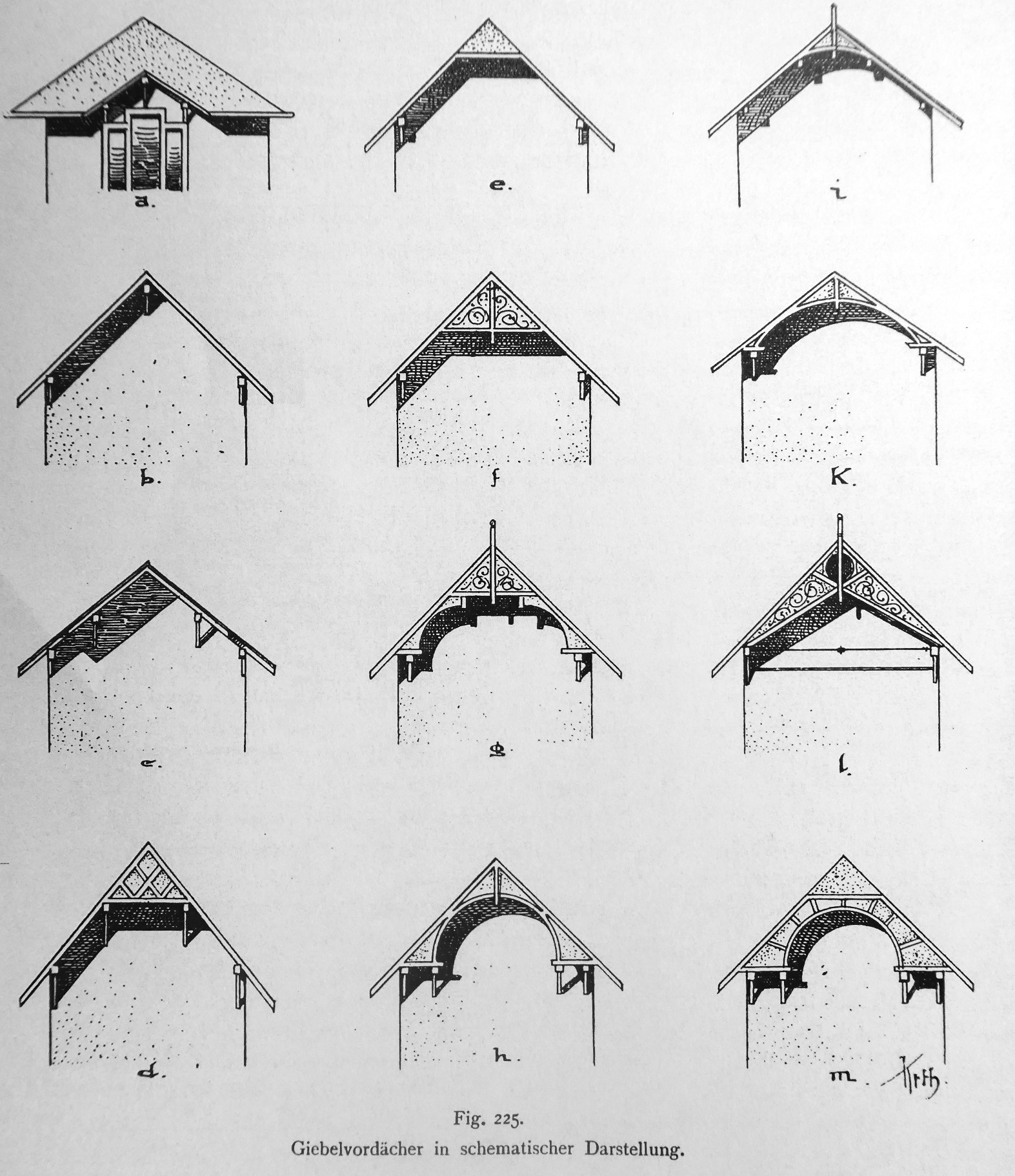
Giebelvordächer; Fig. a, b, und e sind keine Freigespärre (Lehrbuch von Theodor Krauth und Franz Sales Meyer, 1893)

Freigespärre sind frontal oft mit gedrechselten Zierelementen versehen und ergänzen den Fassadenschmuck, vor allem im 19. Jahrhundert in der Architektur des Historismus und des Schweizerhausstils.

## Siehe auch

Galerie
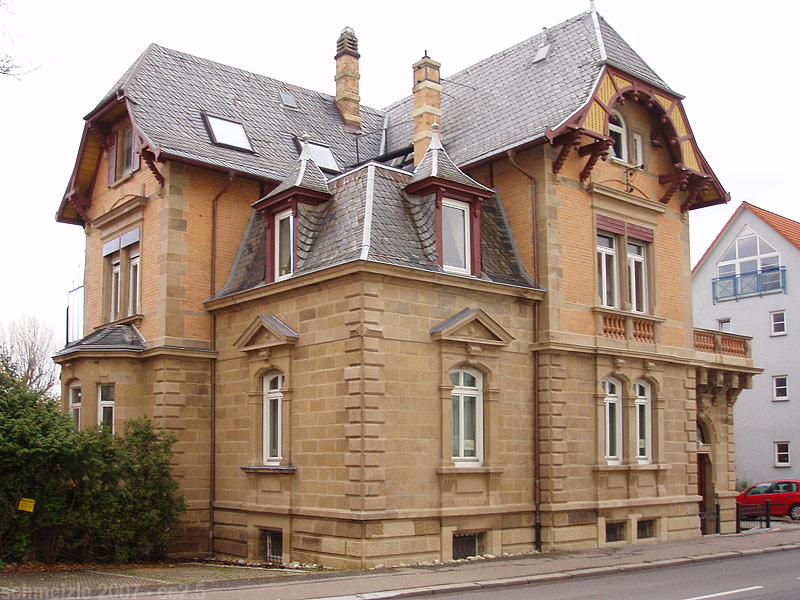
Ackermann-Direktorenvilla in Sontheim, 1886
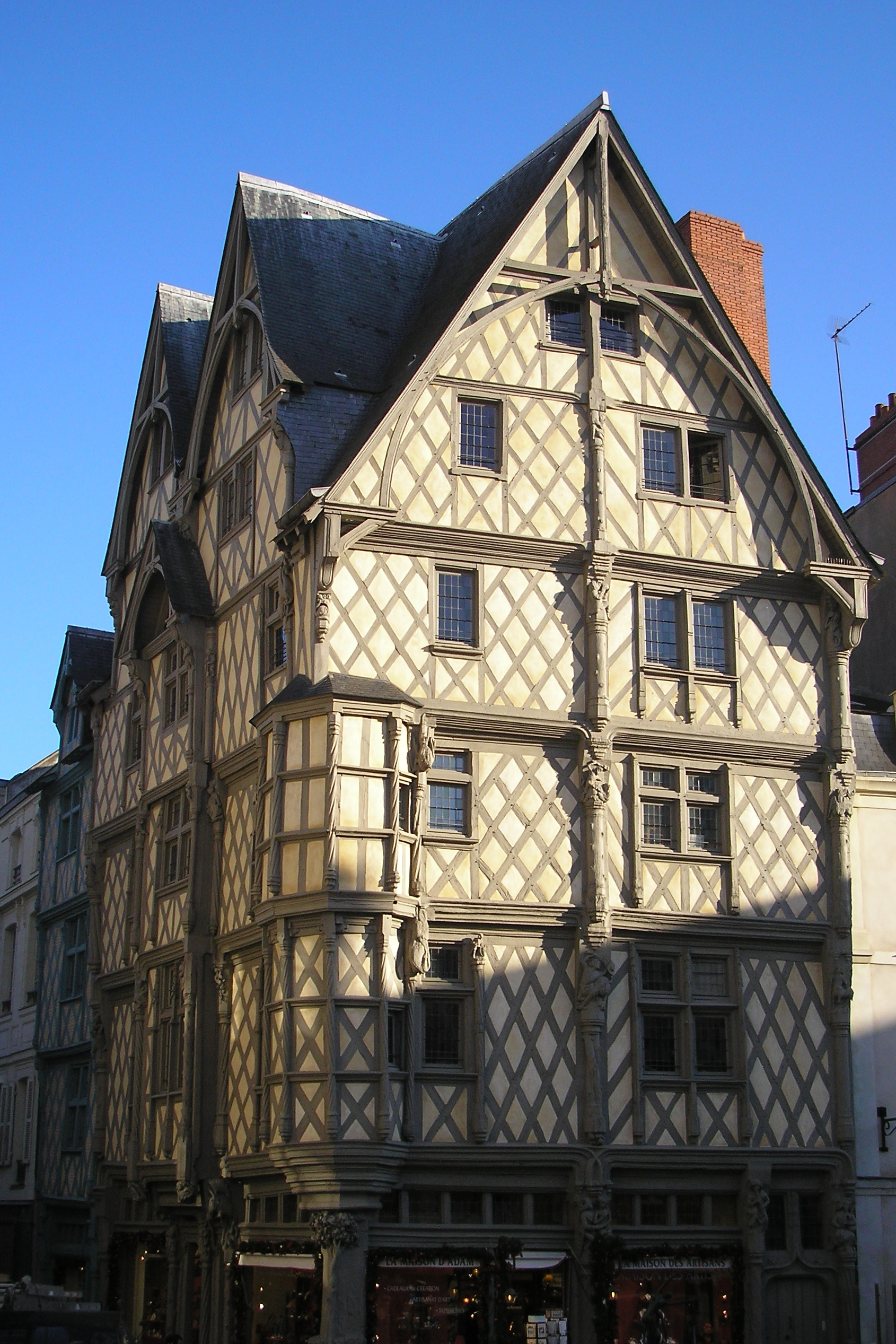
Maison d'Adam in Angers (Frankreich)
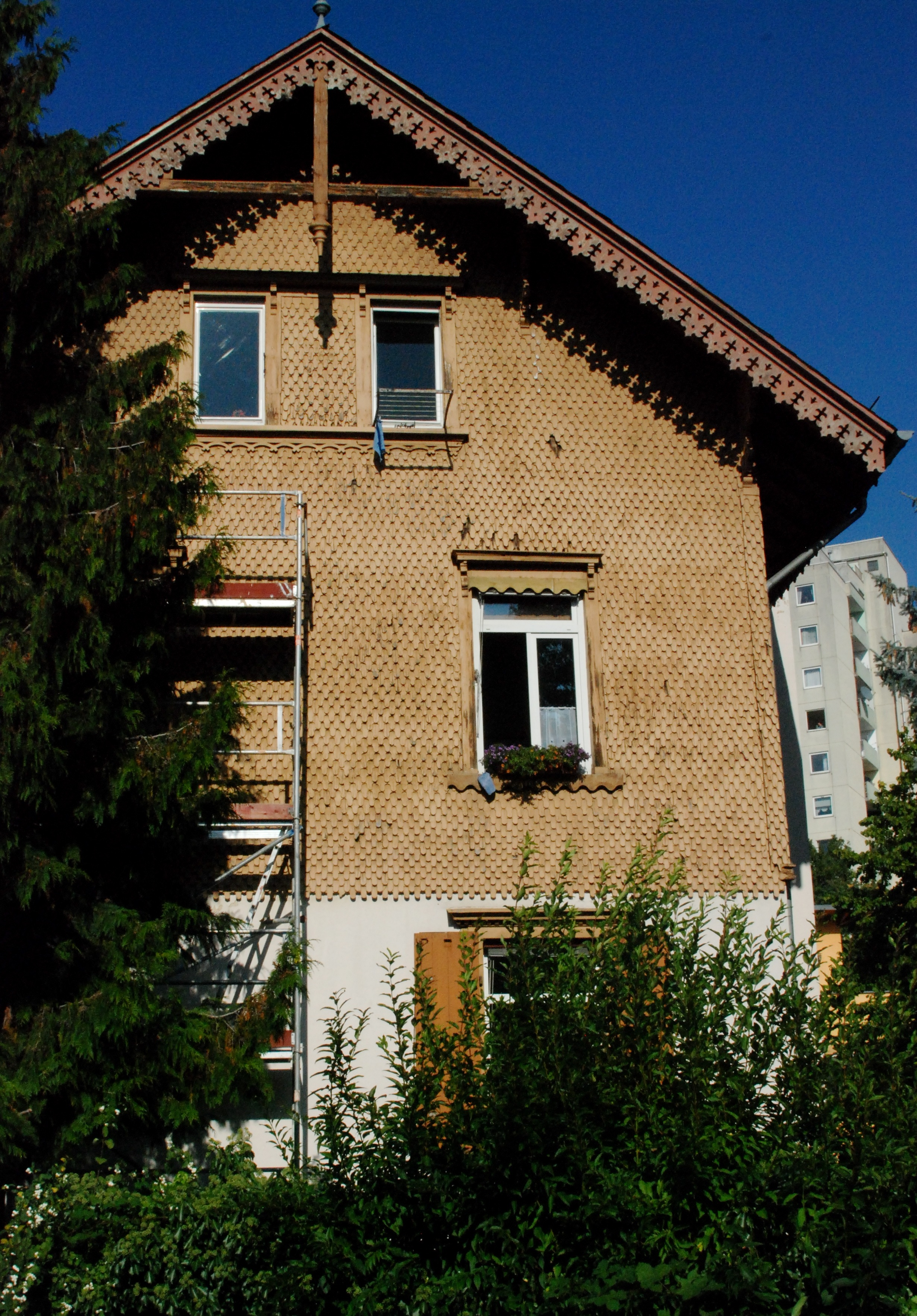
Schwebegiebel in Frankfurt-Hausen
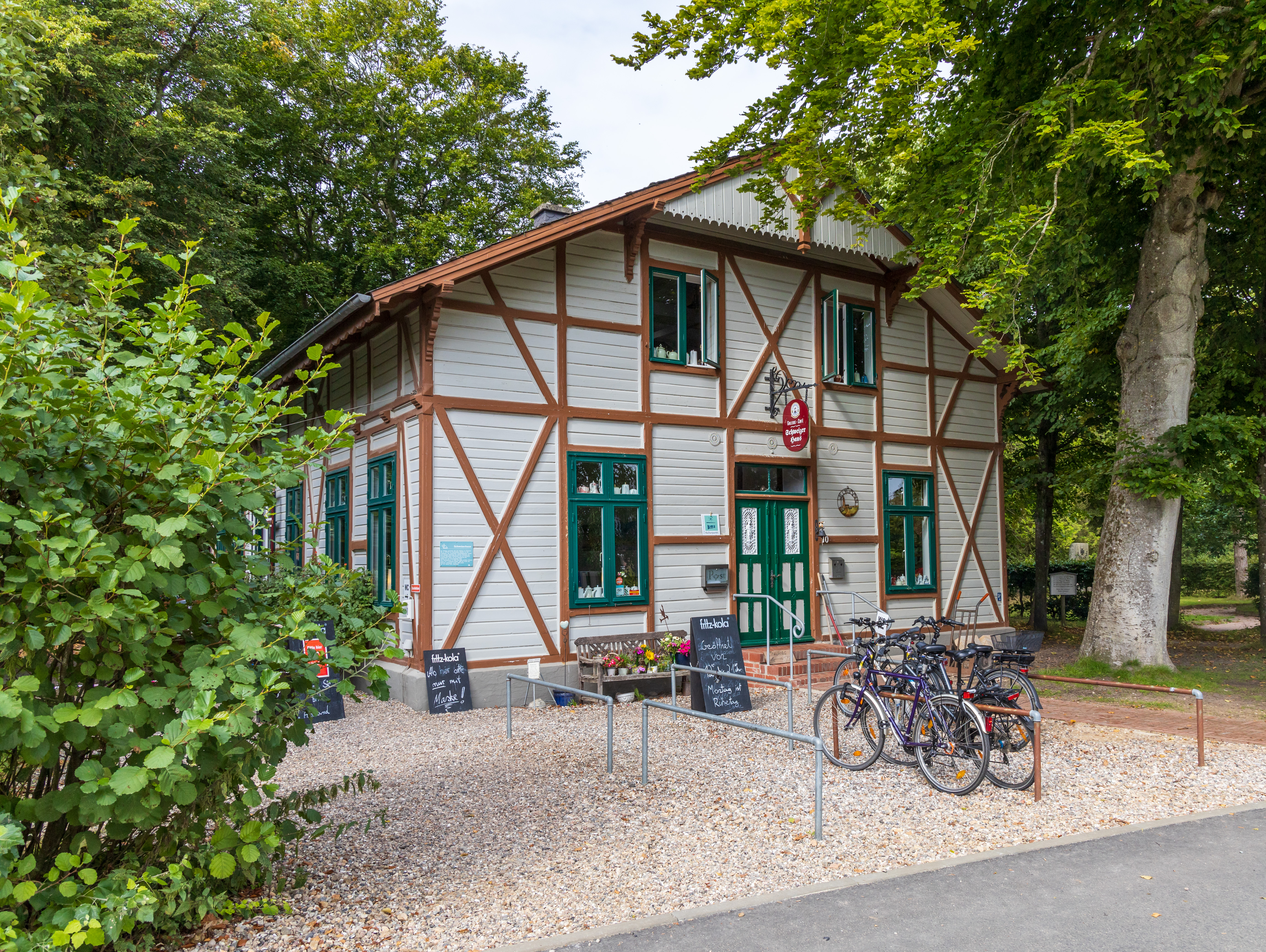
Schwebegiebel am Schweizerhaus im Hochdorfer Garten, Tating
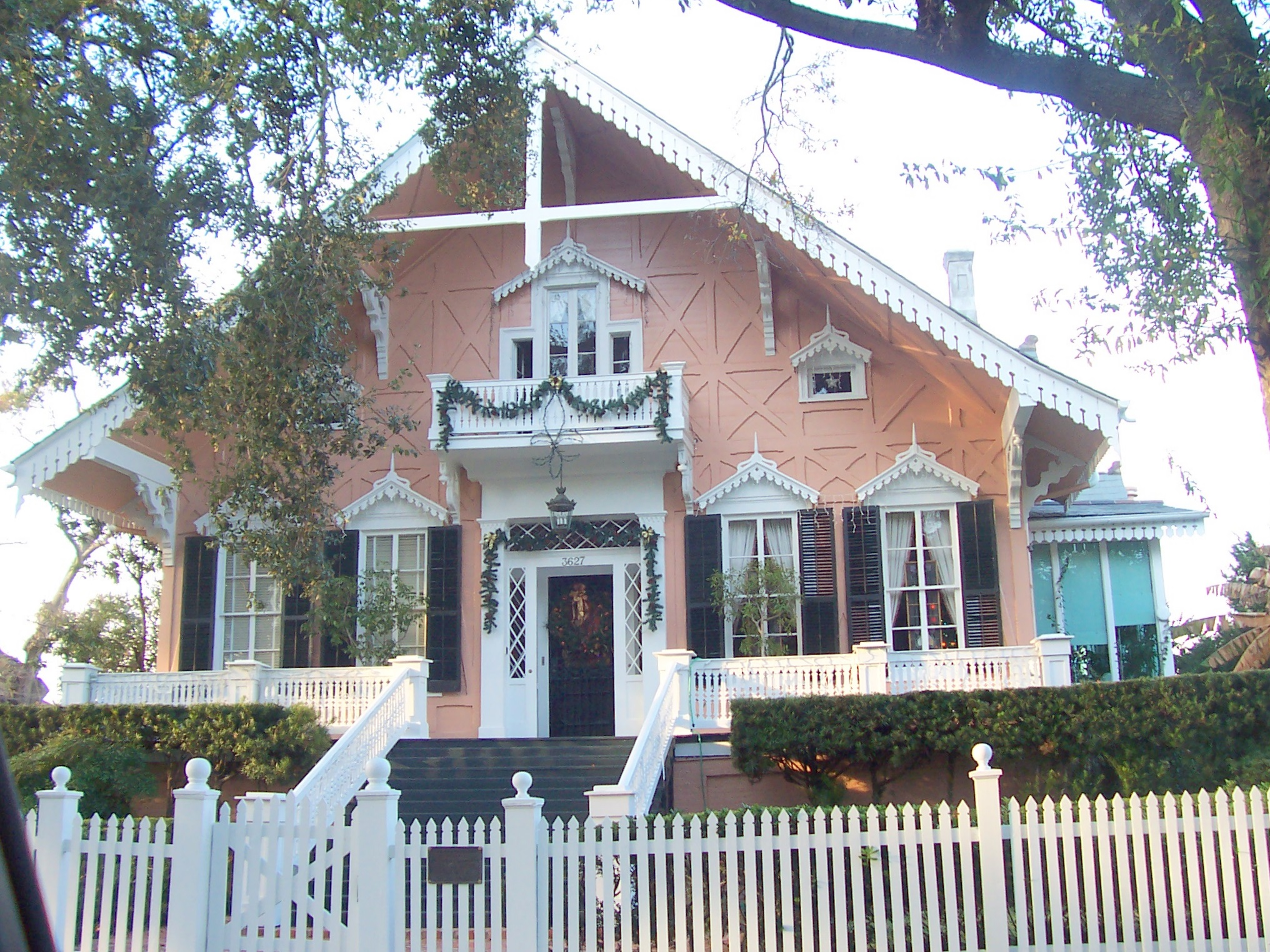
Schwebegiebel am Swiss Chalet „Bullitt-Longenecker House“ in New Orleans (USA), 1868–1869